# Третья программа ЦТ
Московская программа — одна из программ Центрального телевидения.

## История

### 1965—1981. Третья (учебная) программа ЦТ
29 марта 1965 года начала вещание на 3 частотном канале в Москве и Московской области как «Третья программа ЦТ» и до 1982 года была учебной. В сетке вещания присутствовали телевизионные уроки школьной программы, передачи для школьников, студентов, родителей и учителей, научно-популярные фильмы, культурно-просветительные программы, художественные фильмы на иностранном языке и с субтитрами. Ряд программ шли именно тогда, когда данная тема или книга изучались в школах (такие показы назывались — «В помощь школе»). В качестве ведущих и участников учебных передач приглашались учёные, писатели, деятели искусства и лучшие педагоги. Учебные передачи снимали с учётом советов психологов, методистов и учителей.
Первоначально программа вещала по вечерам с 17:00 до 21:00, с конца 1960-х и до 1982 года время вещания третьего канала — с 8:00 до 21:00. Программа вещала в полном объёме в Москве и Московской области, а также в Калинине и Рязани. При этом в остальных регионах европейской части СССР учебный канал ретранслировался в утреннее и дневное время сначала на «Второй программе ЦТ», а с середины 1970-х годов — на заменившей её в регионах «Четвёртой программе ЦТ».

### 1982—1991. Московская программа ЦТ
1 января 1982 года переименована в «Московскую программу ЦТ», а её учебная тематика перешла на «Четвёртую (учебную) программу ЦТ». «Московская программа ЦТ» была доступна для жителей Москвы, Московской области, а также Рязани и Калинина.
Кроме общетематических передач на московском канале транслировались также программы для московского зрителя (например, информационные программы «Москва», «Подмосковье», публицистические передачи «Москва и москвичи», «Отдых в выходные дни», «Справочное бюро» и другие. Телеканал вещал только в вечернее время (первоначально — с 19:00, а с 1987 года — с 18:30), утренний и дневной эфиры на его частоте были свободными.
В 1988 году Московская программа ЦТ транслировалась в Москве на 3-м частотном канале, в Рязани — на 9-м канале, в Калинине — на 10-м канале.
С января 1988 года начинался эксперимент по созданию московского канала «Добрый вечер, Москва». С марта 1988 года видеоканал «Добрый вечер, Москва» проводил телемост с программой «Телевизионная служба „Чапыгина, 6“». Этот телемост транслировался одновременно по Московской и Ленинградской программам. В апреле 1988 года в программе появилась информационная рубрика «Московский телетайп». С 1 июля 1989 года «Московская программа ЦТ» выходила три раза в день: по понедельникам, средам и пятницам. С осени того же года стал выходить ежедневно. В него вошли передачи «Диалог», «Горячая линия», «Синий троллейбус» и другие передачи из Москвы. По воскресеньям в эфире видеоканала выходила передача «Воскресный вечер с Владимиром Познером».
С 1 ноября 1989 года на «Московской программе ЦТ» с 7:00 до 18:00 и с 23:00 до 2:00 вещание осуществлял частный канал «2x2».
27 января 1991 года на «Московской программе ЦТ» прекратился показ программы «Время». Производство передач для «Московской программы ЦТ» осуществляла Главная редакция передач для Москвы и Московской области, реорганизованная в марте 1991 года в Студию московских программ.
В 1989 году на программе прошли дебаты кандидатов в Народные депутаты СССР — Бориса Ельцина и его соперника Бориса Бракова. Для будущего первого Президента России это были первые и единственные в его политической карьере предвыборные телевизионные дебаты.

### Закрытие
«Московская программа ЦТ» прекратила своё существование 26 декабря 1991 года в связи с распадом СССР и ликвидацией Всесоюзной ГТРК. На этой частоте начал вещание «Московский телевизионный канал» (МТК), принадлежавший РГТРК «Останкино».
9 июня 1992 года лицензию на вещание получило акционерное общество «Российская московская телевизионная и радиовещательная компания „Москва“» (АО «РМТРК „Москва“»), которому было передано вещание МТК, и 30 июня 1992 года по МТК прекратился показ «Новостей Останкино».

## Хронология названий телеканала
| Дата                            | Название                      |
| ------------------------------- | ----------------------------- |
| 29 марта 1965 — 31 декабря 1981 | Третья (учебная) программа ЦТ |
| 1 января 1982 — 26 декабря 1991 | Московская программа ЦТ       |